# Felix Hagmann
Felix Hagmann (* 29. Januar 2004 in Bietigheim-Bissingen) ist ein deutscher Fußballspieler.

## Werdegang
Der Rechtsverteidiger begann seine Karriere beim Amateurverein FV Markgröningen und wechselte im Jahre 2016 als Zwölfjähriger in die Nachwuchsabteilung der TSG 1899 Hoffenheim. Für den Hoffenheimer Nachwuchs spielte Hagmann in der B-Junioren-Bundesliga und der A-Junioren-Bundesliga. Im Sommer 2022 rückte Hagmann in den Kader der zweiten Herrenmannschaft der Hoffenheimer auf und wurde mit seiner Mannschaft in den Spielzeiten 2022/23 und 2023/24 jeweils Dritter in der Regionalliga Südwest. Am 1. September 2024 wechselte Felix Hagmann zum Drittligisten Arminia Bielefeld. Sein Profidebüt feierte Hagmann am 15. September 2024 beim 3:1-Sieg der Arminia beim FC Erzgebirge Aue.